# Расдорф
Расдорф (нем. Rasdorf) — община в Германии, в земле Гессен. Подчиняется административному округу Кассель. Входит в состав района Фульда.  Население составляет 1791 человек (на 31 декабря 2010 года). Занимает площадь 30,07 км².